# Podbožur
Podbožur este un sat din comuna Nikšić, Muntenegru. Conform datelor de la recensământul din 2003, localitatea are 17 locuitori (la recensământul din 1991 erau 61 de locuitori).

## Demografie
În satul Podbožur locuiesc 14 persoane adulte, iar vârsta medie a populației este de 37,5 de ani (34,5 la bărbați și 40,2 la femei). În localitate sunt 5 gospodării, iar numărul mediu de membri în gospodărie este de 3,40.
Populația localității este foarte eterogenă.
|  |

| Demografie | Demografie | Demografie |
| An         | Locuitori  | Locuitori  |
| ---------- | ---------- | ---------- |
|            |            |            |
|            |            |            |
|            |            |            |
|            |            |            |
| 1948       | 200        |            |
| 1953       | 204        |            |
| 1961       | 222        |            |
| 1971       | 140        |            |
| 1981       | 135        |            |
| 1991       | 61         | 60         |
| 2003       | 17         | 17         |

| \| Componența etnică conform recensământului din 2003[2] \| Componența etnică conform recensământului din 2003[2] \| Componența etnică conform recensământului din 2003[2] \| Componența etnică conform recensământului din 2003[2] \| Componența etnică conform recensământului din 2003[2] \| \| ----------------------------------------------------- \| ----------------------------------------------------- \| ----------------------------------------------------- \| ----------------------------------------------------- \| ----------------------------------------------------- \| \| \| \| \| \| \| \| Muntenegreni \| Muntenegreni \| \| 6 \| 35,29% \| \| Sârbi \| Sârbi \| \| 5 \| 29,41% \| \| necunoscută \| necunoscută \| \| 0 \| 0% \| |              |  |   |        |
| Componența etnică conform recensământului din 2003 |              |  |   |        |
| |              |  |   |        |
| Muntenegreni | Muntenegreni |  | 6 | 35,29% |
| Sârbi | Sârbi        |  | 5 | 29,41% |
| necunoscută | necunoscută  |  | 0 | 0%     |